# Chongasketon
Chongasketon (Chongaskethon etc, Chongaskabes), naziv koji možda označava Sisseton vlastite (kod Pikea). Riggs ih identificira s Lac Traverse Band. Od ranih pisaca naziv je dan cijelom plemenu Sisseton a prevodi se kao  'dog'  ili  'wolf' .  Poznati su pod još nizom varijanti ovog naziva.